# Lebensgestaltung-Ethik-Religionskunde
Lebensgestaltung – Ethik – Religionskunde (kurz: LER) wurde 1996 im Land Brandenburg als allgemein bildendes ordentliches Schulfach für  Schüler der Klassen 7–10 eingeführt.
Die Ausbildung von Lehrern für dieses Fach findet an der Universität Potsdam statt. Das Fach soll einen Beitrag zur Werteerziehung und zum interreligiösen Verständnis leisten.

## Geschichte
Das Fach LER entstand als Ergebnis einer angestrebten grundlegenden Schulreform am Ende der DDR. Beabsichtigt war eine Öffnung der Schule für persönliche Fragen der Lebensgestaltung von Schülern. Ethische und religiöse Fragen sollten in einer offenen Atmosphäre in der Schule Gegenstand der Diskussion werden. Die jungen Menschen sollten in einem gemeinsamen Unterricht – nicht getrennt nach religiösen Bekenntnissen – über ihre religiösen und weltanschaulichen Orientierungen sprechen und den Respekt gegenüber Menschen mit anderen Lebensvorstellungen lernen. 44 brandenburgische Schulen erprobten zwischen 1992 und 1995 in einem wissenschaftlich begleiteten Modellversuch das Schulfach Lebensgestaltung – Ethik – Religion.
Der intendierte Einbezug der Kirchen an diesem Modellversuch gelang nur bedingt, da nur die evangelische Kirche zu einem Kompromiss bereit war. Der Unterricht wurde aufgeteilt in eine „Integrationsphase“, in der die Schüler gemeinsam den LER-Unterricht besuchten, und eine „Differenzierungsphase“, in der weiter LER erteilt wurde, stattdessen aber auch die Teilnahme am evangelischen Religionsunterricht möglich war. Diese Phasen wechselten einander ab, dennoch relativierte dieser Kompromiss die Vorstellung von LER als einem integrativen Fach, in dem Unterrichtsthemen aus der Lebensgestaltungs-, der Ethik- und der Religionsperspektive mit allen Schülern besprochen werden sollten. Die Struktur einer Integrations- und Differenzierungsphase war gescheitert.
Gleichwohl sollte das Fach LER nach dem Willen der Landesregierung Brandenburg landesweit eingeführt werden allerdings mit einer geringen, aber bedeutsamen Namensänderung; „LER“ sollte nun für das allgemein bildende Schulfach Lebensgestaltung – Ethik – Religionskunde stehen. Der Zusatz „-kunde“ prononcierte den Unterschied zum konfessionellen Religionsunterricht und hob den Status eines bekenntnisfreien Pflichtfaches hervor. Im April 1996 verabschiedete der Landtag Brandenburg ein Schulgesetz, das die Einführung von LER als allgemein bildendes Schulfach vorsah und von dem sich Schüler abmelden können. Sie haben seither theoretisch drei Möglichkeiten:
1. nur den LER-Unterricht besuchen,
2. zusätzlich zum LER-Unterricht das Angebot des Religionsunterrichts wahrnehmen,
3. nur in den Religionsunterricht gehen.

Allerdings wird Religionsunterricht nicht in jeder Schule angeboten.
Das Fach wird – so schreibt es § 11 Abs. 3 des Brandenburgischen Schulgesetzes vor – „bekenntnisfrei, religiös und weltanschaulich neutral unterrichtet“. In der Zwischenzeit ist LER landesweit – abhängig von den Schulamtsbereichen – in 84 bis 100 % der Brandenburgischen Schulen eingeführt, wobei der Unterricht schwerpunktmäßig in den Klassenstufen 7 und 8 erteilt wird. Ab dem Schuljahr 1997/98 bis 1999/2000 wurde LER in der Primarstufe und Allgemeinen Förderschule erprobt. Ein verbindlicher Rahmenplan für die Klassen 5/6 und 7–10 liegt seit dem Schuljahr 2004/05 vor.
Die Einführung von LER wurde von scharfen bildungs- und religionspolitischen Auseinandersetzungen begleitet. Sie fanden vor allem in der ablehnenden Haltung der Kirchen gegenüber LER in einer Mitte 1996, kurze Zeit nach dem Erlass des Brandenburgischen Schulgesetzes, beim Bundesverfassungsgericht eingereichten Verfassungsbeschwerde ihren Ausdruck. Die Beschwerdeführer klagten dagegen, dass der konfessionelle Religionsunterricht im Land Brandenburg nicht den Status eines ordentlichen Schulfaches erhalten habe. Das Land wiederum berief sich auf Art. 141 des Grundgesetzes, die sogenannte Bremer Klausel, wonach Art. 7, Abs. 3 (konfessionell getrennter Religionsunterricht) in einem Land, das am 1. Januar 1949 eine andere landesrechtliche Regelung besaß, keine Anwendung findet. Das Bundesverfassungsgericht sollte prüfen, ob das Land Brandenburg zu Recht Art. 141 in Anspruch nehmen dürfe. Mehr als fünf Jahre später fand im Juni 2001 die Anhörung der Parteien in Karlsruhe statt. Im Dezember 2001 legte das Bundesverfassungsgericht einen Vergleichsvorschlag vor, dem die Streitparteien zustimmten. Dieser Vorschlag bestätigt den bisherigen Status von LER als Pflichtfach sowie den des Religionsunterrichts.
Danach legte die Brandenburgische Landesregierung Wert auf die wissenschaftliche Begleitung des Fachs. Mehrmals wurde die inhaltliche Konzeption und die Ausbildung der Lehrer modifiziert, u. a. durch die Übernahme der Lehrer-Weiterbildung durch die Universität Potsdam und die Einrichtung eines grundständigen Studiengangs LER.
Die Brandenburgische Landesregierung ging im August 2007 davon aus, „dass LER in der Sekundarstufe I zum Schuljahr 2007/08 flächendeckend eingeführt ist.“ Im Schuljahr 2006/07 wurde LER-Unterricht an 91 % aller Schulen mit Sekundarstufe I erteilt. Lediglich 6,1 % aller Schüler des Landes, die LER-Unterricht besuchen könnten, hatten sich im besagten Schuljahr von LER abgemeldet. Künftig soll LER auch in der Klassenstufe 5/6 realisiert werden.
Ein Teil der LER-Lehrer ist im Fachverband LER organisiert.

## Studiengang Lebensgestaltung – Ethik – Religionskunde
Die Universität Potsdam hat LER vom Sommersemester 2000 bis Sommersemester 2005 berufsbegleitend als Aufbaustudiengang angeboten. Ab Wintersemester 2003/04 wurde LER als grundständiger Studiengang eingeführt mit dem Ziel, das gleichnamige Fach in der Schule zu unterrichten. Obwohl der Studiengang in Vorbereitung auf die bevorstehende Studienreform (Bachelor/Master) bereits in modularisierter Form eingeführt wurde, war das Abschlussziel der ersten Jahrgänge noch das Erste Staatsexamen. Es stehen pro Jahr 50 Studienplätze zur Verfügung. Im Wintersemester 2007/08 waren 205 Studierende im Studiengang LER immatrikuliert.
Das Fach LER kann im Studiengang für das Lehramt für die Bildungsgänge der Sekundarstufe I und der Primarstufe an allgemein bildenden Schulen (berechtigt zum Unterricht in den Klassen 1 bis 10) und für das Lehramt an Gymnasien (berechtigt zum Unterricht in den Klassen 7 bzw. 5 bis 13) studiert werden. Seit dem Wintersemester 2013/14 kann das Fach LER auch in der neuen Studienordnung für Primarstufenlehrer (Klasse 1 bis 6) gewählt werden. Es wird hier als Bezugsfach zum Sachunterricht angeboten und erweitert somit die Tätigkeit der Lehrkraft auf die Klassen 5 und 6, da das Fach Sachunterricht lediglich bis Klasse 4 unterrichtet wird.
Das Lehramtsstudium an der Universität Potsdam erfolgt konsekutiv. An das 6-semestrige Bachelorstudium, welches mit dem Bachelor (BA) als ersten berufsqualifizierenden Abschluss für Tätigkeiten außerhalb des Lehramtes beendet wird, schließt sich ein 3- bzw. 4-semestriges Masterstudium an. Der auf das jeweilige Lehramt ausgerichtete Master wird als Erste Staatsprüfung anerkannt und stellt die Voraussetzung für die Aufnahme des Vorbereitungsdienstes/Referendariats dar.
Im Rahmen des Studiums erwerben die Studierenden Kenntnisse in den Fächern Religionswissenschaft, Philosophie, Psychologie, Soziologie und Fachdidaktik LER, teilweise in fachübergreifenden Lehrveranstaltungen.